# Langschwanzmäuse
Die Langschwanzmäuse (Muridae) bilden eine Familie von Mäuseartigen (Muroidea) in der Ordnung der Nagetiere (Rodentia). Obwohl viele Arten Kosmopoliten sind, die sich teilweise selbständig, teilweise – wie zum Beispiel die Hausratte – mit Hilfe von Verkehrsmitteln über die ganze Welt verbreiten konnten, ist die erhebliche Mehrzahl der Arten auf kleine Verbreitungsgebiete beschränkt und kommt mit dem Menschen kaum in Kontakt. Durch ihre enorme Anpassungsfähigkeit und die Eigenschaft, dass sie Kulturfolger sind, findet man die Kosmopoliten dieser Familie in Häusern, Ställen und anderen Gebäuden. In einigen Teilen Deutschlands kommt z. B. die Brandmaus (Apodemus agrarius) häufig vor.
Zu den natürlichen Feinden etwa der Hausmaus zählen im Siedlungsbereich des Menschen Wanderratten, Hauskatzen und Steinmarder. Außerhalb werden sie unter anderem vom Rotfuchs, von Eulen, Schlangen und Greifvögeln gefressen.
Die Langschwanzmäuse umfassen etwa 750 Arten in 150 Gattungen und sind damit eine der artenreichsten Familien der Säugetiere. Ihr ursprüngliches Verbreitungsgebiet umfasste Eurasien, Afrika und Australien, durch menschlichen Einfluss sind sie heute weltweit verbreitet, auch auf vielen Inseln, wo sie vorher fehlten.

## Systematik
Über die Einteilung gibt es verschiedene Ansichten. In manchen Systematiken werden alle Tiere der Mäuseartigen zu einer Familie Muridae zusammengefasst, in jüngeren Systematiken werden jedoch einige Gruppen als eigene Familien herausgehoben, dazu zählen die Wühler (mit Wühlmäusen, Hamstern und Neuweltmäusen), die Spalacidae und andere.
Die hier verwendete Systematik folgt weitgehend Wilson & Reeder (2005) und teilt die Langschwanzmäuse in fünf Unterfamilien:
- Altweltmäuse (Murinae, einschließlich der früher als eigenständig betrachteten Lamellenzahnratten)
- Rennmäuse (Gerbillinae)
- Deomyinae
- Mähnenratten (Lophiomyinae)
- Furchenzahn-Waldmäuse (Leimacomyinae)